# Pseudophengodes orbignyi
Pseudophengodes orbignyi är en skalbaggsart som först beskrevs av Blanchard 1837.  Pseudophengodes orbignyi ingår i släktet Pseudophengodes och familjen Phengodidae. Inga underarter finns listade i Catalogue of Life.